# Barbara Cubin
Barbara Cubin est une femme politique américaine, née le 30 novembre 1946 à Salinas (Californie). Membre du Parti républicain, elle est élue de 1995 à 1998 à la Chambre des représentants des États-Unis pour le Wyoming.

## Biographie
Barbara Cubin est diplômée de l'université Creighton en 1969. Elle devient successivement professeur, assistante sociale et pharmacienne. De 1975 à son élection au Congrès des États-Unis, elle dirige le cabinet médical de son époux, le docteur Fritz Cubin.
Elle est élue à la Chambre des représentants du Wyoming de 1987 à 1991, puis au Sénat de l'État de 1992 à 1994.
En 1994, elle se présente à la Chambre des représentants des États-Unis dans l'unique circonscription du Wyoming. Elle remporte les primaires républicaines avec 39 % des voix, devant quatre concurrents. Cubin est élue représentante avec 53 % des suffrages face au démocrate Bob Schuster  (41 %). Elle est facilement réélue de 1996 à 2002.
Cependant, sa personnalité jugée « agressive » lui fait perdre en popularité. Ainsi, en 2004, elle remporte difficilement la primaire républicaine et n'est réélue qu'avec 55 % des suffrages face à un démocrate peu connu, alors que George W. Bush remporte l'État avec 69 % des voix. En 2006, elle est réélue pour un septième mandat de justesse face au démocrate Gary Trauner (48,3 % contre 47,8 %).
En 2007, en raison des problèmes de santé de son mari, elle manque près de la moitié des votes à la Chambre des représentants,. Elle choisit alors de ne pas se représenter aux élections de 2008,.